# Ондић
Ондић је насељено мјесто у Лици. Припада општини Удбина, у Личко-сењској жупанији, Република Хрватска.

## Географија
Ондић се налази на магистралном путу Удбина–Грачац. Од Удбине је удаљен око 7 км, а од Грачаца око 27 км.

## Историја
Ондић се од распада Југославије до августа 1995. године налазио у Републици Српској Крајини. До територијалне реорганизације у Хрватској насеље се налазило у саставу бивше велике општине Кореница.

## Становништво
Према попису из 1991. године, насеље Ондић је имало 135 становника, сви су били српске националности. Према попису становништва из 2001. године, Ондић је имао 10 становника. Ондић је према попису из 2011. године имао 40 становника.
| Националност       | 1991. | 1981. | 1971. | 1961. |
| Срби               | 135   | 157   | 217   | 296   |
| Југословени        |       | 10    |       |       |
| Хрвати             |       |       | 2     | 12    |
| остали и непознато |       |       | 2     |       |
| Укупно             | 135   | 167   | 221   | 308   |

| Демографија | Демографија | Демографија |
| Година      | Становника  | Становника  |
| ----------- | ----------- | ----------- |
| 1961.       | 308         |             |
| 1971.       | 221         |             |
| 1981.       | 167         |             |
| 1991.       | 135         |             |
| 2001.       | 10          |             |
| 2011.       |             | 40          |